# Spiegelven Golfclub
Spiegelven Golfclub is een Belgische golfclub. Hij ligt in Genk, ten westen van Maasmechelen, dicht bij het op- en afrittencomplex van de A2/E314, de N75 en de N744.

## De baan
In de omgeving van het Nationaal Park Hoge Kempen, op een bosrijk en licht heuvelachtige terrein, kan men golfen op een 18-holes golfbaan en op een executive 9-holes par 3 baan.

De 18-holes baan is een ontwerp van Ron Kirby, voormalig medewerker van Jack Nicklaus. De eerste negen holes liggen in een licht glooiend terrein met bossen, bij de volgende negen holes zijn heide en waterpartijen in de baan verwerkt.

De par 3 bovenbaan geeft uitzicht op de de 18-holes baan.

## De oefeninfrastructuur
De oefen infrastructuur omvat een overdekte driving range, putting green en een chipping practice.

## Trivia
Reeds sinds 1994 organiseert een plaatselijke serviceclub jaarlijks een golfornooi op de golfbaan van Spiegelven ten voordele van de Sint-Vincentiusvereniging Genk-zutendaal. 

## Ontstaan en geschiedenis
De golfclub is in 1988 op initiatief van tandarts Albert Bouts en enkele vrienden opgericht. De naam Spiegelven is ontleend aan een ven midden tussen de bossen.

De aanleg van de golfbaan gebeurde op een gebied van Genk dat jarenlang in gebruik was als stortplaats en locatie voor asfaltproductie. Na afdekken van het stort, opruimen van de oude asfalt industrie en ophogen van de gronden bleven de percelen in eigendom van de stad Genk, maar werden deze in erfpacht gegeven aan de oprichters van de golfinfrastructuur.

Op 7 oktober 1989 werd het golfterrein officieel ingehuldigd.  